# Leaving Home Ain't Easy
"Leaving Home Ain't Easy"  (no es fácil irse de casa) es una canción del grupo de rock británico Queen. Este tema, perteneciente al álbum de estudio Jazz, fue escrito por el guitarrista Brian May y el bajista John Deacon pero está cantada en su versión de estudio por May.
La letra del tema habla de un personaje que deja su hogar porque siente que no le queda otra opción y sería lo más conveniente para él, pese al dolor que esto le representa.
Brian usó una guitarra acústica marca Hairfred, como sucedió en White Queen (As It Began) y Jealousy.